# Tarkowo Górne
Tarkowo Górne [pronunciación en polaco: /tarˈkɔvɔ ˈɡurnaɛ/] es un pueblo ubicado en el distrito administrativo de Gmina Złotniki Kujawskie, dentro del Distrito de Inowrocław, Voivodato de Cuyavia y Pomerania, en el norte de Polonia central. Se encuentra aproximadamente a 5 kilómetros al noroeste de Złotniki Kujawskie, a 19 kilómetros al noroeste de Inowrocław, a 22 kilómetros al sur de Bydgoszcz, y a 37 kilómetros al oeste de Toruń.